# Anzing
Anzing är en Gemeinde i Landkreis Ebersberg i det tyska förbundslandet Bayern. Anzing, som för första gången nämns i ett dokument från år 812, har cirka 4 000 invånare.